# Бэтмен против Дракулы
Бэтмен против Дракулы (англ. The Batman vs. Dracula) — американский анимационный фильм 2005 года, выпущенный сразу на видео, основанный на комиксах DC Comics, соединивший в своём сюжете двух известных персонажей — Бэтмена и Дракулу.

## Сюжет
Узнав о спрятанных на Готэмском кладбище деньгах мафии, из Аркхэма сбегают двое пациентов — Джокер и Освальд Кобблпот (он же Пингвин). Информация об их побеге сразу же поступает к Бэтмену. По дороге на кладбище беглецы ссорятся; Джокер сбрасывает Пингвина с моста и убегает. Бэтмен настигает его, и между ними начинается схватка, в результате которой Джокер падает в океан вместе с электрошокером и якобы погибает. Тем временем Пингвин, выбравшись из реки, приходит на кладбище. В поисках нужного склепа он случайно попадает в усыпальницу Дракулы. Пытаясь вскрыть гроб, где, как он думает, хранится клад, Пингвин нечаянно ранит себе руку выдвижным лезвием своего зонта; кровь просачивается в гроб и пробуждает Дракулу. При помощи гипноза Дракула заставляет Пингвина служить себе.
Вслед за этим в Готэме по ночам начинают пропадать люди. Немногие, кому удалось избежать нападения, утверждают, что видели кого-то, похожего на огромную летучую мышь. Это бросает тень подозрения на Бэтмена, и никто не догадывается, что все эти загадочные исчезновения — дело рук Дракулы. Выпивая кровь своих жертв, он превращает их в вампиров, рассчитывая со временем с их помощью завоевать Готэм, а в перспективе — весь мир. Кроме того, Дракула начинает интересоваться Бэтменом и его подругой Вики Вейл. Явившись на званый вечер в доме Брюса Уэйна под именем «доктор Алукард», он производит на Вики приятное впечатление; Уэйн же, напротив, чувствует недоброе. Его мнение перерастает в уверенность, когда он пишет на подносе красной помадой имя «Алукард» и подносит к зеркалу. В зеркале отражается имя «Дракула». Бэтмен начинает изучать всё, что связано с вампиризмом, в надежде защитить Готэм и его жителей.
Бэтмен спешит на Готэмское кладбище для поиска вампиров. Но сторож кладбища вызывает спец-группу, и она загоняет Бэтмена в один из заброшенных домов. Выбравшись на крышу, Бэтмен обнаруживает, что кто-то за это время перебил всех преследователей. Появляется Дракула, и они с Бэтменом устраивают погоню по крышам. Дракула предлагает Бэтмену стать вампиром и получить бессмертие, но Бэтмен отвечает резким отказом. Вампир сбрасывает героя на крышу автомобиля и собирается убить, но внезапно наступивший рассвет прерывает его планы.
Утром Альфред приносит раненому Брюсу Уэйну свежую прессу: «Бэтмен пытается защитить Готэм, но город его боится, как будто он сын Дракулы». Тем временем Дракула продолжает охоту на людей. Его очередной жертвой становится выживший Джокер, который, как и Пингвин, тоже в поисках сокровищ проникает в гробницу Дракулы. Став вампиром, Джокер решает ограбить Готэмский банк крови, однако Бэтмен захватывает его на месте преступления. Поместив Джокера в своей подземной лаборатории, Бэтмен исследует его кровь, чтобы разработать лекарство против вампиризма. Поглощённый этим занятием Бэтмен начисто забывает, что пригласил Вики в гости. Напрасно прождав его, раздосадованная Вики уходит домой, но «доктор Алукард» подстерегает и похищает её.
Наконец, Бэтмену удаётся создать вакцину, которая излечивает людей от вампиризма, но при этом они теряют память о случившемся, и испытывает её на Джокере. Снова став человеком, Джокер, не помня того, что произошло, проговаривается о местонахождении Дракулы и Пингвина — Готэмском кладбище. Брюс собирается прождать до рассвета, но получает сообщение, которое Вики успела отправить со своего телефона. Он сразу понимает, что «Высокий странный брюнет» — это Дракула. Бэтмен делает патроны, начинённые вакциной, и отправляется на поиски Дракулы. Дракула в это время совершает в своём склепе зловещий обряд над бесчувственным телом Вики, чтобы забрать её душу и с её помощью вернуть к жизни свою невесту. Он уже близок к цели, но Бэтмен, пробившись через толпу вампиров, врывается в склеп и разрушает чары; невеста Дракулы вновь превращается в прах. Сам Дракула нападает на Бэтмена, и начинается сражение. Раненый Бэтмен приводит Дракулу в Бэтпещеру, где Альфред стреляет в вампира патроном с вакциной из арбалета. Но на Дракулу лекарство не действует. Тогда Бэтмен приманивает Дракулу к солнечному генератору и включает его. Из-за солнечного света Дракула сгорает и рассыпается в прах. Со смертью Дракулы кончается воздействие его чар на Пингвина, и тот немедленно вспоминает о своей первоначальной цели — поисках клада. На этот раз он быстро находит место, где спрятаны деньги, но его тут же арестовывает полиция и возвращает в Аркхэм. Бэтмен же продолжает защищать Готэм от преступности.

## Роли озвучивали
- Рино Романо — Бэтмен/Брюс Уэйн
- Питер Стормаре — граф Дракула
- Тара Стронг — Вики Вейл
- Том Кенни — Пингвин
- Кевин Майкл Ричардсон — Джокер
- Аластер Дункан — Альфред Пенниуорт

## Критика
Журнал Мир фантастики назвал мультфильм «достойным приключением», которое не уступает по динамике и стилю игровым фильмам, где присутствует персонаж Бэтмена, а также полностью соответствует их духу.